# Třebíz
Třebíz (Duits: Weißthurm) is een Tsjechische gemeente in de regio Midden-Bohemen en maakt deel uit van het district Kladno. Het dorp ligt op 8 km afstand van Slaný.
Třebíz telt 245 inwoners (2023).

## Geschiedenis
De eerste schriftelijke vermelding van het dorp dateert van 1183.
Sinds 1960 is Třebíz een zelfstandige gemeente binnen het district Kladno.

## Verkeer en vervoer

### Autowegen
Weg II/237 loopt door de gemeente en verbindt Třebíz met Rakovník, Nové Strašecí, Hořešovice, Peruc en Libochovice. Het dorp wordt doorkruist door weg I/7 van Praag naar Slaný, Louny en Chomutov.

### Spoorlijnen
Er is geen spoorlijn of station in het dorp. Het dichtstbijzijnde station is Klobuky v Čechách, op 4 km afstand. Dat station ligt aan spoorlijn 110 Kralupy nad Vltavou - Slaný - Louny.

### Buslijnen
Er is één gelijknamige bushalte in het dorp die bediend wordt door lijn 389 Louny - Nádraží Veleslavín van vervoerder ČSAD Česká na Lípa en lijn 589 Líský - Kvílice van vervoerder ČSAD Slaný.

## Bezienswaardigheden
- Etnografisch museum van Slaný in Třebíz, onderdeel van het museum van Slaný;
- Sint-Martinuskerk uit 1754;
- Barokke Heilige Drie-eenheidkapel op het dorpsplein;
- Monument van schrijver Václav Benes Třebízský uit 1892 op de heuvel boven het dorp, gemaakt door Antonín Procházka en František Hergesell;
- Rotsbeelden, waaronder van Jan van Nepomuk.

## Bekende inwoners
- Václav Beneš Třebízský, Tsjechisch schrijver
- Václav Cífka, Tsjechisch kunstenaar[4]

## Galerĳ

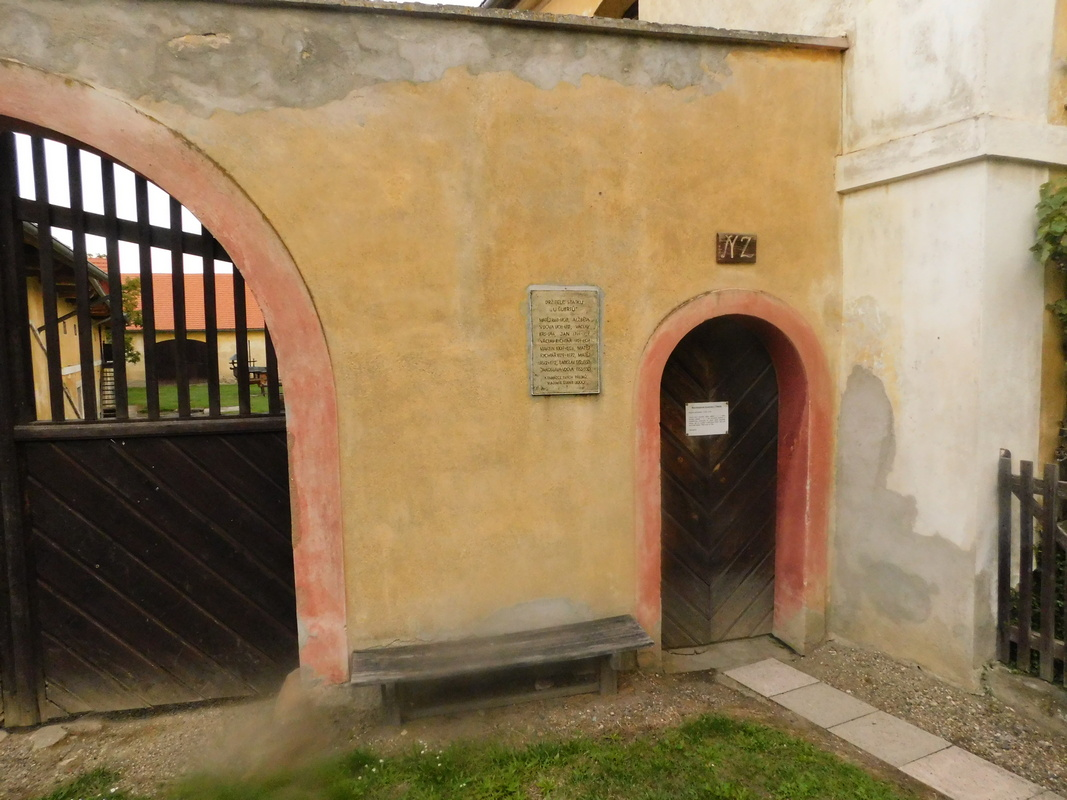
Oude poort met gedenkplaat van de familie Šubrtů
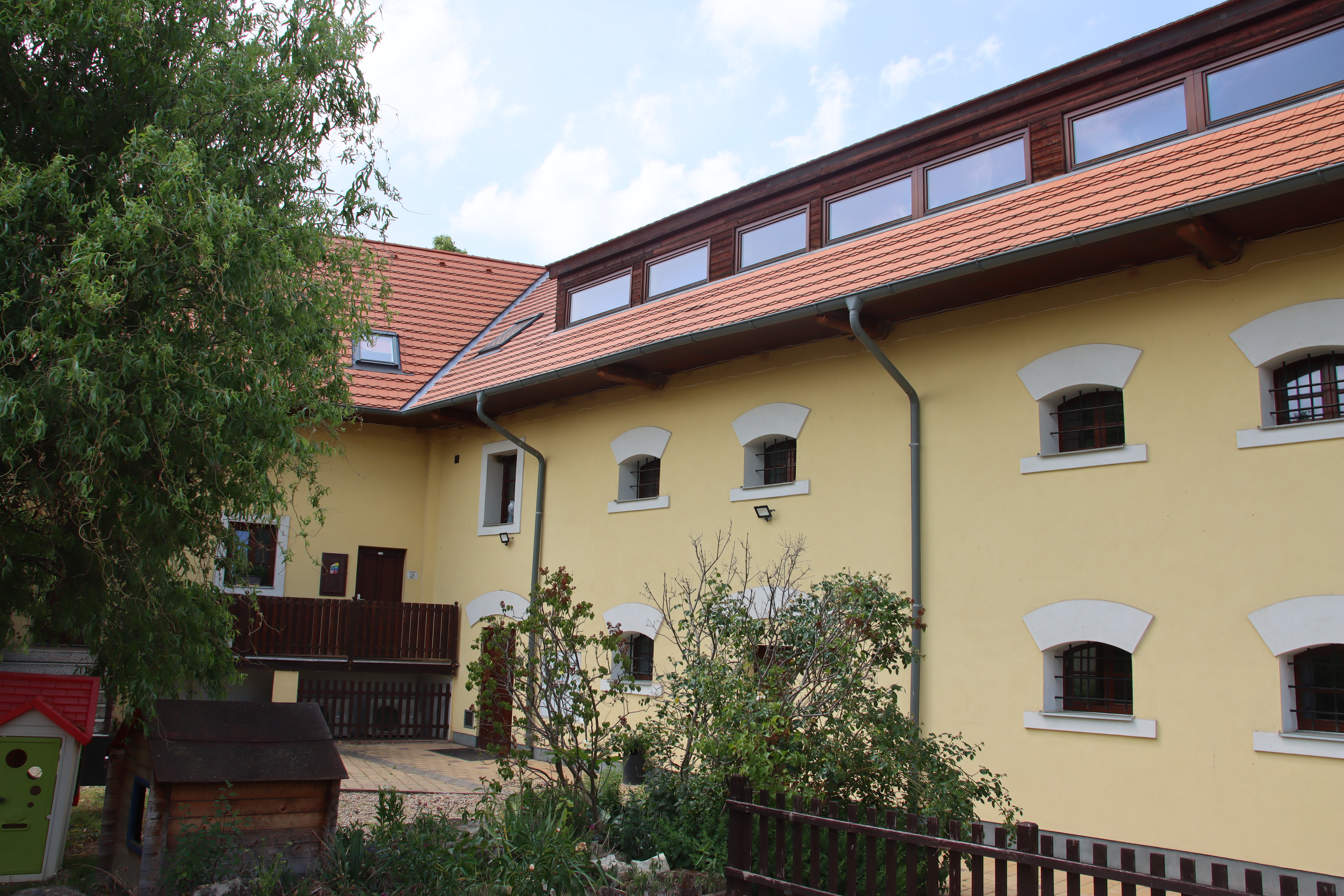
Boerderij en distilleerderij
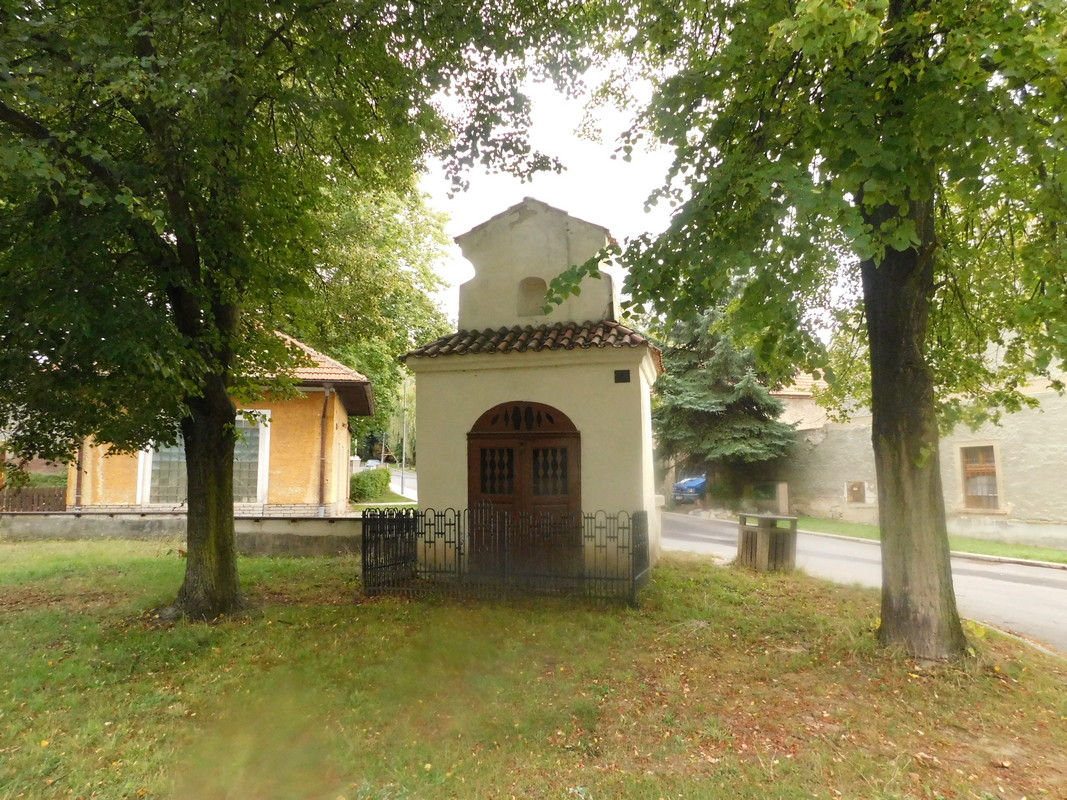
Heilige Drie-eenheidkapel op het dorpsplein
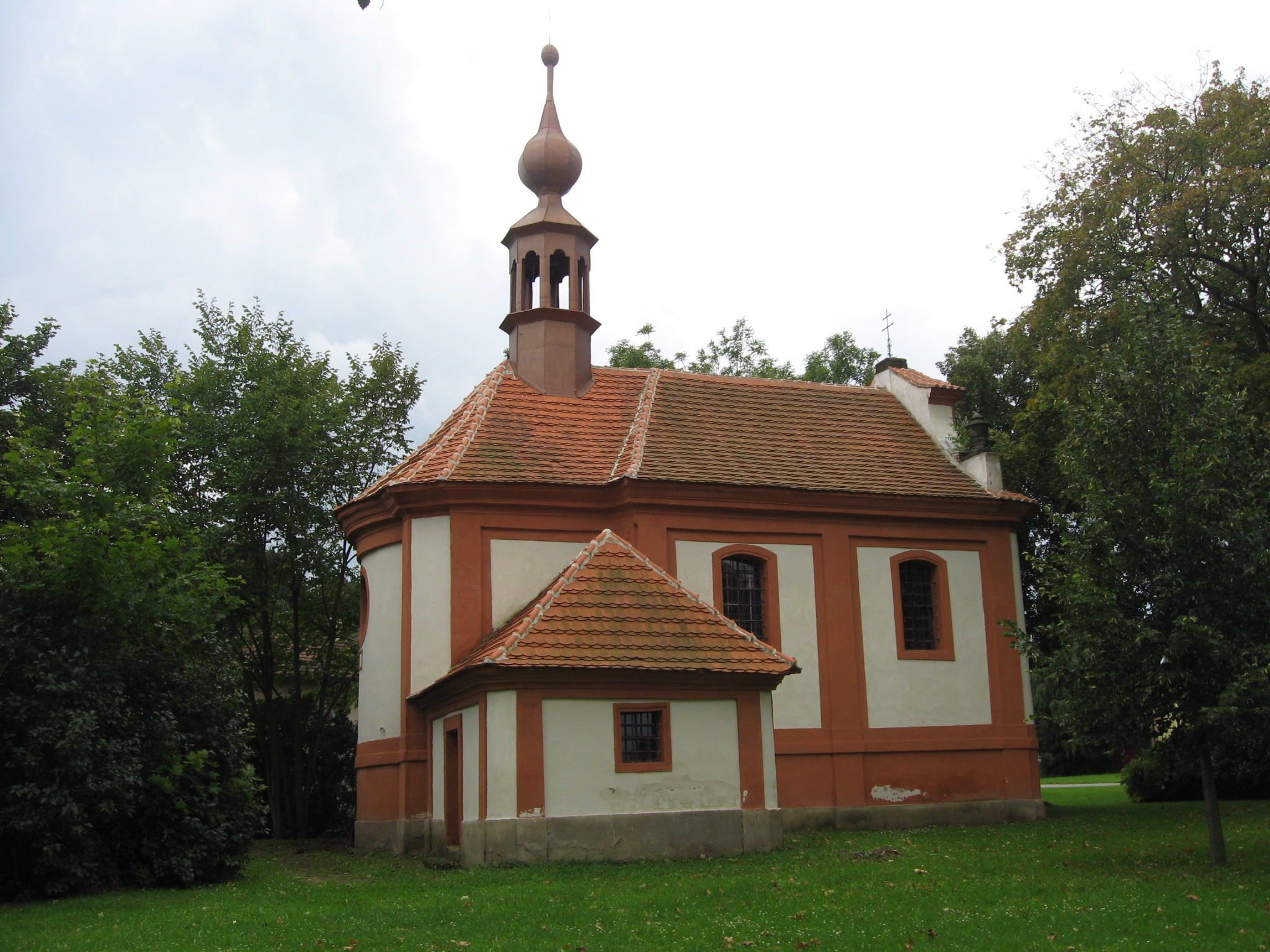
Sint-Martinuskerk
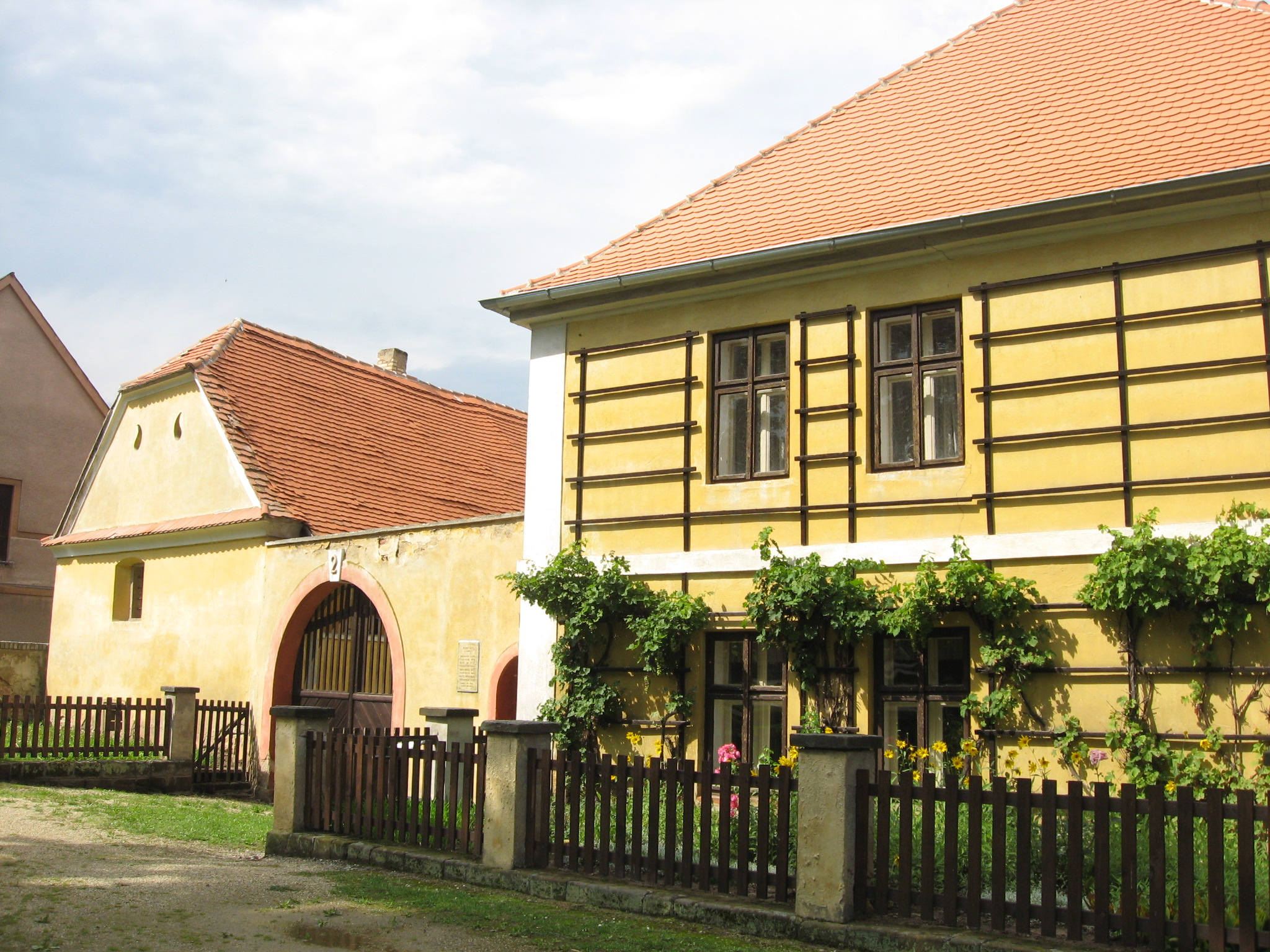
Boerderij in het dorp